# Kigonigoni
Kigonigoni (auch Kigoningoni) ist ein Verwaltungsbezirk (Ward) des Distrikts Mwanga in der tansanischen Region Kilimandscharo.

## Geografie
Kigonigoni liegt im Nordosten von Tansania. Im Nordosten, an der Grenze zu Kenia, hat der Bezirk Anteil am Jipe-See. Von hier steigt das ebene Land langsam zum Pare-Gebirge im Westen an.
Der Bezirk grenzt im Osten an Kenia, im Südosten an Toloha, im Süden an Kwakoa, im Südwesten an Chomvu, im Westen an Kirongwe, im Nordwesten in einem Punkt an Kighare und im Norden an Jipe.
Bei der Volkszählung 2022 lebten 3325 Menschen in 820 Haushalten auf einer Fläche von 71 Quadratkilometern.

## Gliederung
Der Bezirk besteht aus vier Gemeinden (Mtaa) mit acht Orten (Kitongoji):
| Kigonigoni - Kigonigoni A - Kigonigoni B | Ruru - Ruru A - Ruru B | Kwakihindi - Kwakihindi A - Kwakihindi B | Butu Usangi - Mgwelo - Sokoni |

## Wirtschaft und Infrastruktur
- Gesundheit: In Kigonigoni befindet sich ein staatliches Gesundheitszentrum.[8]
- Bildung: In den drei Grundschulen des Bezirks werden 800 Schüler von 10 Lehrern unterrichtet (Stand 2024).[9] Die Kigonigoni Secondary School ist eine staatliche weiterführende Schule für Mädchen und Burschen mit einer Ausbildung bis zur 4. Stufe.[10]